# Foxfire (film, 2012)
Pour les articles homonymes, voir Foxfire.
Pour plus de détails, voir Fiche technique et Distribution.
Foxfire : Confessions d'un gang de filles (Foxfire) est un film dramatique franco-britanno-canadien écrit et réalisé par Laurent Cantet, sorti en 2012.
Il s'agit de la deuxième adaptation cinématographique du roman de Joyce Carol Oates, Foxfire: Confessions of a Girl Gang (en) (1993), après Foxfire de Annette Haywood-Carter en 1996.

## Synopsis
Aux États-Unis en 1955, cinq jeunes filles constituent un gang pour pouvoir lutter contre le machisme et l'emprise des hommes sur les femmes.

## Fiche technique
- Titre original : Foxfire
- Titre français : Foxfire : Confessions d'un gang de filles
- Réalisation : Laurent Cantet
- Scénario : Laurent Cantet d'après Foxfire: Confessions of a Girl Gang de Joyce Carol Oates
- Direction artistique : Franckie Diago
- Décors : Anthony A. Ianni
- Costumes : Gersha Phillips
- Photographie : Pierre Milon
- Montage :  Robin Campillo
- Musique :  Timber Timbre
- Production : Simon Arnal, Caroline Benjo, Barbara Letellier, Carole Scotta, Simone Urdl et Jennifer Weiss
- Sociétés de production : Foxfire Productions, Haut et Court, Memento Films International et The Film Farm
- Société de distribution :  Haut et Court
- Budget :
- Pays d’origine :  France,  Royaume-Uni,  Canada
- Langue originale : anglais
- Format : couleur - 35 mm - 2,35:1
- Genre : drame et historique
- Durée : 143 minutes
- Dates de sortie : 
  -  France : mai 2012 (Festival de Cannes 2012) ; 2 janvier 2013 (sortie nationale)
- Dates de sortie DVD : 
  -  France : 6 mai 2013

## Distribution
- Katie Coseni (VF : Maïa Michaud) : Madeleine  « Maddy » Wirtz
- Raven Adamson (VF : Alexia Papineschi) : Margaret « Legs » Sadovsky
- Madeleine Bisson : Rita O'Hagan
- Claire Mazerolle : Goldie
- Paige Moyles : Lana
- Rachael Nyhuus : Violet Kahn
- Lindsay Rolland-Mills (VF : Jessica Monceau) : VV
- Ali Liebert : Muriel Orvis
- David Patrick Green : Jerry
- Matthew Deslippe : l'inspecteur Morris
- Zack Martin : Ted
- Alexandria Ferguson : Marsha
- Mark Grandmont : Vincent
- Jesse Marcellus Connors : Vinnie Roper
- Chelsee Livingston Hennebury : Agnes
- Joey Iachetta : M. Wall
- Briony Glassco : Mme Kellogg
- Ian Matthews : M. Buttinger
- Christian Lloyd (VF : Patrick Mancini) : le directeur des poursuites

 Source et légende : version française (VF) sur RS Doublage

## Distinctions

### Récompenses
- Festival de Saint-Sébastien 2012 : Coquille d'argent de la meilleure actrice pour Katie Coseni

## Version française
- Société de doublage : Chinkel
- Direction artistique : Béatrice Delfe
- Adaptation des dialogues : Ludovic Manchette et Christian Niemiec